# Tibor Szaban
Tibor Szaban [tybor saban] (* 21. července 1963 Rožňava) je bývalý slovenský fotbalista, obránce.

## Fotbalová kariéra
Hrál za Lokomotívu Košice, DAC Dunajská Streda a v Malajsii za Kedah FA. V Poháru vítězů pohárů nastoupil ve 4 utkáních a v Poháru UEFA ve 2 utkáních a dal 1 gól.